# Internet Explorer
Internet Explorer (читается как «Интернет Эксплорер», ранние полные названия — Microsoft Internet Explorer и Windows Internet Explorer, сокращённо MSIE или IE) — семейство интернет-браузеров, разрабатывавшихся корпорацией Microsoft с 1995 по 2016 год. Релиз первой версии браузера для Windows 95 в составе пакета Microsoft Plus! состоялся 24 августа 1995 года. Последняя стабильная версия браузера, одиннадцатая, вышла 17 октября 2013 года для Windows 8.1 и Windows Server 2012 R2. В основе Internet Explorer лежат браузерные движки Trident (MSHTML) для отображения веб-страниц и (с девятой версии) Chakra для обработки скриптов JavaScript, а сам браузер был создан на основе Spyglass Mosaic.
Всего было выпущено 11 версий браузера, причём, начиная с третьей, Internet Explorer стал поставляться вместе с операционными системами семейства Windows вплоть до Windows 11 включительно. Каждая новая версия браузера после 1996 года (кроме девятой) выходила вместе с новой версией Windows. Начиная с Windows 10, разработка браузера была прекращена, а ему на смену пришёл Microsoft Edge. Поддержка же самого Internet Explorer в Windows 10 была прекращена 15 июня 2022 года, а с 14 февраля 2023 года все ссылки в Internet Explorer стали по умолчанию перенаправлять пользователей в Microsoft Edge. Окончательно же поддержка браузера в лице его одиннадцатой версии прекратится 13 января 2032 года вместе с окончанием поддержки Windows 10 IoT Enterprise LTSC 2021.
Версии Internet Explorer ранее выпускались и для других операционных систем, включая Internet Explorer для Xbox 360 и Microsoft Internet Explorer Mobile для мобильных устройств (для Windows CE, Windows Mobile и Windows Phone 7), Internet Explorer для Mac (разработка осуществлялась до 2003 года) и Internet Explorer для UNIX (разрабатывался для использования в ОС Solaris и HP-UX до 2001 года, поддержка прекращена в 2002 году).
После интеграции браузера в Microsoft Windows, он стал резко набирать популярность, сместив с первого места своего главного в то время конкурента — Netscape Navigator. К 2003 году доля пользователей Internet Explorer достигла 95%. Однако, после этого браузер стал стремительно терять популярность и проигрывать сначала Mozilla Firefox (с 2004 года), а потом и Google Chrome (с 2008 года). Согласно разным методам подсчёта, на январь 2017 года доля Internet Explorer среди пользователей варьировала между 24,64 % и 58,15 %. К маю 2023 года доля Internet Explorer упала до 0,21%.
Internet Explorer неоднократно подвергался критике за свою сильную уязвимость, а также за проводимую Microsoft политику интеграции браузера в Windows и последующей монополизации рынка браузеров. Последнее стало причиной громкого дела «Соединённые Штаты против Microsoft» в 2001 году, которое, однако, не привело к исключению Internet Explorer из системы. Подобное дело было возбуждено и Европейской комиссией, по результатам которого компания создала сайт BrowserChoice.eu, на котором можно было скачать 12 альтернативных браузеров.

## История

### Разработка и ранние версии
Проект по разработке Internet Explorer был основан в 1994 году Томасом Риардоном. Согласно данным обзора Массачусетского технологического института в 2003 году, он использовал исходный код программы Mosaic разработчика Spyglass, Inc., который формально связан с браузером NCSA Mosaic.
Первая версия Internet Explorer, Microsoft Internet Explorer (позже названа Internet Explorer 1), вышла 24 августа 1995 года и представляла собой переработанную версию браузера Spyglass Mosaic, лицензия на который была выкуплена Microsoft. Она шла в комплекте с Microsoft Plus! для Windows 95 и OEM-релиза для Windows 95. Через несколько месяцев был выпущен Internet Explorer 1.5 для Windows NT, который поддерживал функцию отображения таблиц HTML на веб-страницах.
Ряд инноваций, предложенных Internet Explorer, стали впоследствии использоваться другими браузерами. Среди них — элемент HTML <iframe>, который позволяет встраивать одни HTML-документы в другие (был добавлен в Internet Explorer 3), значок для избранного (favicon), который появился в Internet Explorer 4, и свойство для динамического обновления содержимого элементов innerHTML в Internet Explorer 4.
Для Internet Explorer 5 был разработан XMLHttpRequest, который позволил осуществлять HTTP-запросы к серверу без перезагрузки страницы. В этой версии также появился способ захвата и перетаскивания элементов (drag-and-drop), который почти без изменений был стандартизирован в HTML5 и теперь поддерживается почти всеми веб-браузерами. Аналогично был адаптирован атрибут contentEditable, который был добавлен в версии Internet Explorer 5.5 и позволял редактировать часть страницы прямо в браузере, а также Clipboard Access с IE6, дающий браузеру доступ к буферу обмена в определённых ситуациях.
Internet Explorer 6 был первым браузером, интегрировавшим в себя платформу P3P, представляющую собой средство обеспечения конфиденциальности данных пользователя.
Internet Explorer 7, в свою очередь, включал новые функции, призванные обеспечить безопасность пользователя и оградить его конфиденциальные данные от вирусов и сетевых атак.

### Internet Explorer 8
| Internet Explorer, все версии | 52,87 % |
| Internet Explorer 6           | 10,36 % |
| Internet Explorer 7           | 7,04 %  |
| Internet Explorer 8           | 31,28 % |
| Internet Explorer 9           | 4,19 %  |

Windows Internet Explorer 8 (IE8) вышел 19 марта 2009 года. Первая бета-версия (Beta 1) была представлена общественности 5 марта 2008 года, а вторая (Beta 2) вышла 27 августа 2008 года. Версию поддерживают второй и третий пакеты обновлений для Windows XP, второй пакет обновлений Windows Server 2003, Windows Vista, Windows 7 и Windows Server 2008 на 32 — и 64-битной архитектуре. Microsoft назвала в качестве главных приоритетов в разработке новой версии безопасность, простоту в использовании, и усовершенствование в поддержке RSS, CSS, и Ajax IE8.
В этой версии было предусмотрено более строгое соблюдение веб-стандартов, в том числе приведение версии в полное соответствие с каскадными таблицами стилей (CSS) 2.1. Все эти изменения позволили Internet Explorer 8 пройти тест Acid2 . В IE8 была усовершенствована поддержка JavaScript, повышена производительность, добавлен анонимный режим и фильтр SmartScreen.
В начале 2010 года власти Германии, Франции и Австралии рекомендовали своим гражданам отказаться от использования Internet Explorer, ссылаясь на обнаруженные серьёзные изъяны в безопасности.

### Internet Explorer 9
Разработка Windows Internet Explorer 9 началась почти сразу же после выхода Internet Explorer 8 и версия была выпущена 14 марта 2011 года. Microsoft впервые объявила о начале разработки IE9 на конференции PDC в 2009 году, где обратила основное внимание на преимущества аппаратного ускорения в DirectX для повышения производительности веб-приложений.
Internet Explorer 9 предназначен только для Windows Vista SP2, Windows 7 и Microsoft Windows Server 2008. Браузер поддерживает некоторые характеристики CSS 3, встроенную поддержку цветовых ICC-профилей версии 2 или 4 через Windows Color System. 32-битная версия имеет более высокую производительность JavaScript благодаря модулю под названием «Chakra».
Internet Explorer 9 стал первым браузером, в котором использовалось аппаратное ускорение отображения графики благодаря использованию интерфейса программирования приложений Direct2D.
Аппаратное ускорение отображения текста производится с помощью DirectWrite, а видео — за счёт мультимедийного фреймворка Media Foundation. Поддержку изображений обеспечивает фреймворк Windows Imaging Component, а высококачественную печать — использование графического формата XML Paper Specification. IE9 поддерживает HTML5 video и формат сжатого шрифта Web Open Font Format.
Одной из инноваций этой версии стала возможность закреплять избранные веб-сайты на панели задач, таким образом ускоряя доступ к ним без необходимости предварительной загрузки браузера.
Для того, чтобы запустить Windows Internet Explorer 9 на Windows Vista, нужны обновления KB971512 и KB2117917.
Internet Explorer 9 сначала получил оценку 95/100 на тесте Acid3, но после обновления в сентябре 2011 года его балл составил 100/100.

### Internet Explorer 10
Internet Explorer 10 был выпущен 26 октября 2012 года вместе с Windows 8 и Windows Server 2012. Для Windows 7 версия стала доступна 26 февраля 2013 года.
В Windows 8 браузер разделён на две версии: первая версия браузера, созданная с нуля для управления на сенсорных устройствах — в интерфейсе Modern UI без поддержки плагинов, вторая — традиционное приложение рабочего стола, в которой сохранена возможность расширения за счёт плагинов.
В этой версии браузера была усовершенствована поддержка JavaScript, CSS3 и HTML5 и аппаратного ускорения. Добавлена поддержка WebSockets. Разработка макетов сайтов была упрощена за счёт использования Flexbox, сетки, анимации и переходов. Функция перетаскивания (drag-and-drop), формы и FileAPI позволяют добиться сходства веб-приложений с системными приложениями.
В стандартном интерфейсе Windows 8 реализована функция общего доступа, которая позволяет управлять фрагментом с помощью различных приложений прямо в браузере.
Для повышения уровня защиты от интернет-угроз задействована технология SmartScreen, которая использует службы репутации URL-адресов и приложений.

### Internet Explorer 11
Internet Explorer 11 вышел в обновлении Windows 8.1, которое было представлено 17 октября 2013 года. На данный момент[когда?] Internet Explorer 11 доступен для Windows 8.1, Windows 8.1 с обновлением, Windows 7 и Windows Phone 8.1. Браузер поддерживает синхронизацию открытых вкладок, настроек, паролей и избранного при использовании учётной записи Microsoft.
Этот релиз включил в себя улучшенное масштабирование для экранов с большим расширением, предварительную загрузку HTML5, перемещение элементов мышью, аппаратно ускоренное декодирование изображений формата JPEG, и полноэкранный режим HTML5. Internet Explorer 11 является первой версией, поддерживающей WebGL555657 и протокол SPDY (начиная с версии 3).
Microsoft заявила, что Internet Explorer 11 при прохождении теста для измерения исполнительности JavaScript SunSpider является самым быстрым браузером для Windows по состоянию на 15 октября 2013 года.
Internet Explorer 11 включил себя специальные функции для работы на мобильных устройствах. Среди них выполнение поиска из адресной строки, режим чтения, который позволяет фокусироваться только на основном контенте веб-страницы, большой размер вкладок для удобства переключения между ними на сенсорных устройствах, возможность закрепления любимых сайтов на начальном экране и одновременной работы с приложениями и браузером.
Для обеспечения совместимости с предыдущими веб-приложениями в Internet Explorer 11 для Windows 8.1 и Windows 7 встроен Режим Предприятия (Enterprise Mode).
IE11 имеет интерфейс, который автоматически адаптируется под тип устройства — например, на планшете на Windows 8 он обеспечит лучшие возможности для сенсорного управления (вкладки по размеру пальца, пролистывание и т. д.), в то время как для ноутбука будет поддерживать управление с помощью мыши и клавиатуры.
Internet Explorer 11 — последний браузер в семействе Internet Explorer. Начиная с Windows 10, ему пришёл на замену новый браузер Microsoft Edge.
Начиная с 15 июня 2022 года, корпорация Microsoft прекратила поддержку браузера Internet Explorer. Несмотря на это, 49 % японских компаний всё ещё используют Internet Explorer.

## Версии браузера Internet Explorer
Таблица со всеми версиями браузера и их совместимостью с различными ОС.
| Браузер       | Год  | Браузерный движок             | Windows | Windows                                                                 | Windows | Windows                                    | Windows         | Windows         | Windows               | Windows               | Windows        | Windows                 | Windows          | Windows | Windows | Windows   | Windows | Windows | IBM OS/2               | Mac OS X (Intel/PPC)   | Mac OS 9               | Mac OS 8       | System 7 (PPC/68k) | Unix (HP-UX, Solaris) |
| Браузер       | Год  | Браузерный движок             | 11      | 10                                                                      | 8.1     | 8                                          | 7               | Vista           | 2003                  | XP                    | 2000           | 98/Me                   | NT 4.0           | 95      | 3.1     | Phone 8.1 | Phone 8 | Phone 7 | IBM OS/2               | Mac OS X (Intel/PPC)   | Mac OS 9               | Mac OS 8       | System 7 (PPC/68k) | Unix (HP-UX, Solaris) |
| ------------- | ---- | ----------------------------- | ------- | ----------------------------------------------------------------------- | ------- | ------------------------------------------ | --------------- | --------------- | --------------------- | --------------------- | -------------- | ----------------------- | ---------------- | ------- | ------- | --------- | ------- | ------- | ---------------------- | ---------------------- | ---------------------- | -------------- | ------------------ | --------------------- |
| Год выхода ОС | —    | —                             | 2021    | 2015                                                                    | 2013    | 2012                                       | 2009            | 2006            | 2003                  | 2001                  | 1999           | 1998/2000               | 1996             | 1995    | 1992    | 2014      | 2012    | 2010    | 2001                   | 2001                   | 1999                   | 1997           | 1991               | 1990-е                |
| IE 11         | 2013 | Trident 7.0                   | Нет     | Включён, не по умолчанию в стандартных приложениях, параллельно с Edge. | Включён | Да (только после обновления до 8.1 или 10) | Да (только SP1) | Нет             | Нет                   | Нет                   | Нет            | Нет                     | Нет              | Нет     | Нет     | Да        | Нет     | Нет     | Нет                    | Нет                    | Нет                    | Нет            | Нет                | Нет                   |
| IE 10         | 2012 | Trident 6.0                   | Нет     | Нет                                                                     | Нет     | Включён                                    | Да (только SP1) | Нет             | Нет                   | Нет                   | Нет            | Нет                     | Нет              | Нет     | Нет     | Нет       | Да      | Нет     | Нет                    | Нет                    | Нет                    | Нет            | Нет                | Нет                   |
| IE 9          | 2011 | Trident 5.0                   | Нет     | Нет                                                                     | Нет     | Нет                                        | Да              | Да (только SP2) | Нет                   | Нет                   | Нет            | Нет                     | Нет              | Нет     | Нет     | Нет       | Нет     | Да      | Нет                    | Нет                    | Нет                    | Нет            | Нет                | Нет                   |
| IE 8          | 2009 | Trident 4.0                   | Нет     | Нет                                                                     | Нет     | Нет                                        | Включён         | Да              | Да (только SP2)       | Да (только SP2 и SP3) | Нет            | Нет                     | Нет              | Нет     | Нет     | Нет       | Нет     | Да      | Нет                    | Нет                    | Нет                    | Нет            | Нет                | Нет                   |
| IE 7          | 2006 | Trident                       | Нет     | Нет                                                                     | Нет     | Нет                                        | Нет             | Включён         | Да (только SP1 и SP2) | Да (только SP2 и SP3) | Нет            | Нет                     | Нет              | Нет     | Нет     | Нет       | Нет     | Нет     | Нет                    | Нет                    | Нет                    | Нет            | Нет                | Нет                   |
| IE 6          | 2001 | Trident                       | Нет     | Нет                                                                     | Нет     | Нет                                        | Нет             | Нет             | Включён               | Включён (SP1 и SP2)   | Да (6.0 SP1)   | Удалён (6.0 SP1)        | Удалён (6.0 SP1) | Нет     | Нет     | Нет       | Нет     | Нет     | Нет                    | Нет                    | Нет                    | Нет            | Нет                | Нет                   |
| IE 5.5        | 2000 | Trident                       | Нет     | Нет                                                                     | Нет     | Нет                                        | Нет             | Нет             | Нет                   | Нет                   | Включён (5.01) | Включён (Windows 98 SE) | Да               | Включён | Нет     | Нет       | Нет     | Нет     | Нет                    | Нет                    | Нет                    | Нет            | Нет                | Нет                   |
| IE 5          | 1999 | Trident Windows Tasman Mac OS | Нет     | Нет                                                                     | Нет     | Нет                                        | Нет             | Нет             | Нет                   | Нет                   | Включён (5.01) | Включён (4.01/5.5 SP2)  | Да               | Включён | Да      | Нет       | Нет     | Нет     | Нет                    | Удалён (5.2.3) Включён | Удалён (5.1.7) Включён | Удалён (5.1.7) | Удалён (5.1.7)     | Удалён (5.01 SP1)     |
| IE 4          | 1997 | Trident                       | Нет     | Нет                                                                     | Нет     | Нет                                        | Нет             | Нет             | Нет                   | Нет                   | Включён (5.01) | Включён (4.01/5.5 SP2)  | Да               | Включён | Да      | Нет       | Нет     | Нет     | Нет                    | Удалён (5.2.3) Включён | Удалён (5.1.7) Включён | Удалён (5.1.7) | Удалён (5.1.7)     | Удалён (5.01 SP1)     |
| IE 3          | 1996 | Неизвестен                    | Нет     | Нет                                                                     | Нет     | Нет                                        | Нет             | Нет             | Нет                   | Нет                   | Нет            | Да                      | Включён          | Включён | Да      | Нет       | Нет     | Нет     | версия для Windows 3.1 | Нет                    | Да                     | Включён        | Да                 | Да                    |
| IE 2          | 1995 | Неизвестен                    | Нет     | Нет                                                                     | Нет     | Нет                                        | Нет             | Нет             | Нет                   | Нет                   | Нет            | Да                      | Включён (2.0)    | Включён | Да      | Нет       | Нет     | Нет     | версия для Windows 3.1 | Нет                    | Неизвестно             | Неизвестно     | Beta (2.0)         | Нет                   |
| IE 1          | 1995 | Spyglass                      | Нет     | Нет                                                                     | Нет     | Нет                                        | Нет             | Нет             | Нет                   | Нет                   | Нет            | Нет                     | Да               | Да      | Да      | Нет       | Нет     | Нет     | версия для Windows 3.1 | Нет                    | Нет                    | Нет            | Нет                | Нет                   |

## Функции
Internet Explorer был разработан для просмотра разных типов веб-страниц и поддержки ряда функций операционной системы, включая обновления Windows. Internet Explorer, основанный на браузерном движке Trident, поддерживает ряд установленных и развивающихся стандартов, таких, как HTML5, CSS3, SVG и др.

### Нестандартные расширения
Разработчики Internet Explorer предложили ряд собственных расширений для разных стандартов, включая HTML, CSS и DOM. В результате этого многие веб-страницы отображаются некорректно в веб-браузерах, которые не работают с этими стандартами. Это создало потребность в создании режима совместимости, который бы позволил отображать элементы, предназначенные для Internet Explorer в других браузерах.
В Internet Explorer был добавлен ряд расширений для DOM, которые были внедрены другими браузерами. Они включают свойство innerHTML, которое устанавливает или получает всю разметку и содержание внутри данного элемента; объект XMLHttpRequest, который позволяет получать данные с сервера в фоновом режиме и совершать AJAX-запросы; параметр designMode для contentDocument объекта, который расширяет возможности редактирования HTML-контента.
Microsoft предложила несколько других функций на рассмотрение W3C для будущей стандартизации. Среди них свойство CSS 'behaviour', которое связывает поведение элементов HTML с поведением JScript; профиль HTML+TIME, поддерживающий синхронизацию медиа для документов HTML, и формат файлов языка векторной графики VML. Но все они были отклонены в первоначальной форме. VML был объединён с PGML, что привело к созданию утверждённого W3C формата SVG.
Для использования приложений, написанных на JavaScript, на устройствах с разным типом управления, Microsoft предложила внедрение pointer-событий (MSPointerDown, MSPointerMove и т. д.), которые призваны одинаково работать на всех устройствах. Объект pointer-события предоставляет дополнительные свойства, которые помогают определить тип взаимодействия пользователя с приложением (мышь, прикосновение, стилус), геометрию области сенсорного контакта пользователя с устройством, давление и наклон пера. При желании разработчик может написать уникальный код для каждого устройства ввода. Идея была принята W3C, в результате чего был разработан стандарт Pointer events.

### Кэш
Internet Explorer кэширует данные о посещённых страницах в папке Temporary Internet Files, чтобы предоставить более быстрый доступ (или офлайн доступ) к ранее посещённым веб-страницам. Контент индексируется в файле базы данных Index.dat. Существует множество файлов Index.dat, которые индексируют разные типы контента — посещённый контент, новостные ленты, посещённые URL и так далее.
До выхода версии IE7 очистка кэша вычищала индексирование, но файлы не удалялись надёжно. Начиная с IE7 после очистки кэша файлы также безопасно удаляются.

### Групповая политика
Internet Explorer полностью настраивается в соответствии с групповой политикой. Администраторы домена Windows NT или локального компьютера могут изменять настройки, которые влияют на пользовательский интерфейс, а также на такие функции безопасности, как загрузка файлов, конфигурация зоны, управление элементами ActiveX и др.

### Средства разработчика F12
Средства разработчика F12 являют собой набор средств, которые дают возможность отладить, протестировать и ускорить загрузку веб-страниц. Кроме того, они могут быть использоваться при настройке макета CSS или поиске причин утечки памяти. Инструменты F12 позволяют увидеть, как браузер интерпретирует веб-страницы на уровне кода.
С помощью вкладки «Отклик пользовательского интерфейса» в форме графика отображаются все активности, происходящие во время загрузки страницы. Из графика можно распознать периоды низкой активности при загрузке и оптимизировать сайты. Способами оптимизации являются поочерёдная загрузка CSS, а потом JavaScript, сжатие файлов с помощью Gzip, использование встроенных шрифтов, сжатие графики и др.
Новые инструменты F12 в Internet Explorer 11 включают:
- Средство отладки UI и диагностики использования памяти;
- Live DOM Explorer и CSS inspection, который обновляет информацию одновременно со страницей, давая возможность оценить влияние динамического контента на разметку и стили;
- JavaScript debugging — инструмент, не требующий обновления страницы.

### Режим предприятия

Режим предприятия в Internet Explorer 11

Режим Предприятия (Enterprise Mode) — это инструмент, добавленный в Internet Explorer 11, который позволяет компаниям устанавливать последнюю версию браузера Microsoft, не отказываясь от веб-приложений, разработанных под предыдущие версии IE. В процессе разработки изучались проблемы совместимости. В результате основное внимание разработчиков было сконцентрировано на следующих задачах:
Различия в юзер-агенте. IE11 корректно взаимодействует с сайтами и веб-приложениями, использующими предыдущие типы и версии браузера.
ActiveX и другие элементы управления. Режим Предприятия отвечает на запросы о версии браузера аналогично IE8.
Устаревшие функции браузера. Можно задействовать устаревшие функции браузера в IE11, в частности, CSS Expressions для динамического размещения объектов на странице.
Предварительный рендеринг и кэширование. Технология рендеринга и кэширования отключается, поскольку она может стать причиной некорректного отображения страниц при работе с устаревшими веб-сервисами.
Отображение страницы. IE11, как и IE8, устраняет проблемы совместимости и распространённые проблемы сайтов, разработанных для более старых версий браузера (например, Internet Explorer 7) с помощью эмуляции.
Режим Предприятия в Internet Explorer 11 позволяет запускать веб-приложения быстрее, чем IE8, благодаря аппаратному ускорению и решению проблем, связанных с запуском старых бинарных файлов в Internet Explorer 8.
По умолчанию Режим Предприятия в Internet Explorer 11 отключён. После настройки перечня устаревших веб-приложений и сайтов он будет автоматически включаться при обращении к ним.

## Архитектура

Архитектура IE8

Internet Explorer использует компонентную архитектуру на технологическом стандарте Component Object Model. Она состоит из нескольких главных компонентов, каждый из которых помещён в отдельную динамически подключаемую библиотеку (DLL) и отображает набор инструментов интерфейса программирования приложений COM с хостингом в главном исполнимом модуле Internet Explorer, iexplore.exe:
- WinInet.dll является блоком управления протоколами HTTP, HTTPS и FTP.
- URLMon.dll отвечает за управление и загрузку веб-контента типа MIME, и обеспечивает потоковую безопасность для WinInet.dll и работы других протоколов.
- MSHTML.dll содержит браузерный движок Trident, который отвечает за отображение страниц на экране и управление веб-страницами на основе DOM.
- IEFrame.dll содержит пользовательский интерфейс и окно IE, начиная с версии Internet Explorer 7.
- ShDocVw.dll обеспечивает навигацию, локальное кэширование и функцию истории для браузера.
- BrowseUI.dll отвечает за отображение таких элементов интерфейса пользователя, как меню и панель инструментов[60].

Internet Explorer не имеет собственного сценарного языка. Вместо этого MSHTML.dll открывает интерфейс программирования приложений, который позволяет программисту разработать скриптовую среду, которая подключена и предоставляет доступ к дереву DOM.
По умолчанию пользователю предоставляются только модули JScript и VBScript.

## Поддержка стандартов
Windows-версия браузера основана на движке Trident, который поддерживает стандарты HTML 4.01, HTML 5, CSS Level 1, CSS Level 2, CSS Level 3, XML 1.0 и DOM Level 1 и частично DOM Level 2, также имеет возможность подключения расширений, что реализуется через объектную модель компонентов (COM).

## Критика Internet Explorer

### Монополия
Политика распространения браузера компанией Майкрософт подвергается критике из-за использования компанией своего монопольного положения на рынке десктопных ОС. Этот вопрос периодически поднимается в судебных разбирательствах по всему миру, самые известные из которых — антимонопольное дело «Соединённые Штаты против Майкрософт». Вследствие претензий, предъявленных Еврокомиссией в 2009 году, в европейские версии ОС Windows была включена возможность выбора браузера по умолчанию.

### Поддержка стандартов

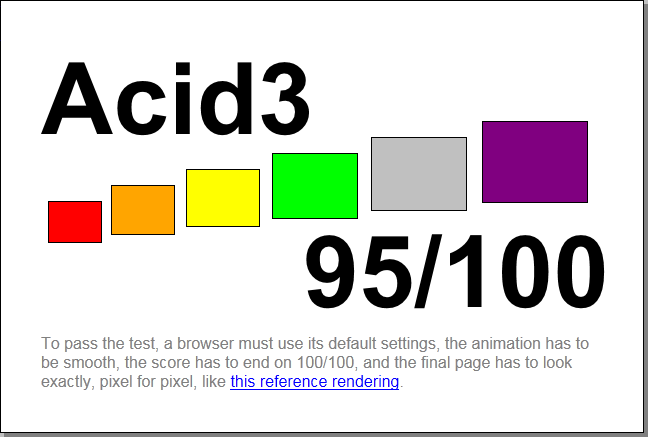
Результаты теста Acid3 для Internet Explorer 9

Internet Explorer подвергался критике за недостаточную поддержку веб-стандартов, устанавливаемых W3C. Это приводило к некорректному отображению элементов по стандарту W3C и могло создавать проблемы веб-мастерам. В частности, браузер не имел встроенной поддержки SVG, имел недостатки в обработке CSS. Но начиная с девятой версии браузер начал полностью поддерживать CSS3 и SVG (а также ряд других общепринятых стандартов). В четвёртой предварительной версии IE9 тест Acid3 проходится на 95 из 100 баллов (Internet Explorer 8 набирал всего 20 баллов из возможных 100). При этом, по заявлению Microsoft, прохождение теста не является первостепенной задачей для браузера.
Один из разработчиков Mozilla выдвинул предположение, что Internet Explorer 9 накручивает результаты теста SunSpider, в частности, «подгоняет» работу механизма Dead Code Elimination для прохождения теста: при минимальном его изменении (например, при добавлении пустого return или замене цикла for на while) производительность падает до 20 раз. В таких браузерах, как Opera, Firefox или Google Chrome, производительность при аналогичных операциях не изменится.

### Комментарии
1. ↑  (1—6 версия)
2. ↑  (7—9 версии)